# Stratton (Ohio)
Stratton és una vila dels Estats Units a l'estat d'Ohio. Segons el cens del 2000 tenia 277 habitants.

## Demografia
Segons el cens del 2000, Stratton tenia 277 habitants, 140 habitatges, i 75 famílies. La densitat de població era de 201,8 habitants per km².
Dels 140 habitatges en un 18,6% hi vivien nens de menys de 18 anys, en un 37,9% hi vivien parelles casades, en un 12,1% dones solteres, i en un 46,4% no eren unitats familiars. En el 44,3% dels habitatges hi vivien persones soles el 22,1% de les quals corresponia a persones de 65 anys o més que vivien soles. El nombre mitjà de persones vivint en cada habitatge era d'1,98 i el nombre mitjà de persones que vivien en cada família era de 2,75.
Per edats la població es repartia de la següent manera: un 17,7% tenia menys de 18 anys, un 6,5% entre 18 i 24, un 26,4% entre 25 i 44, un 27,1% de 45 a 60 i un 22,4% 65 anys o més.
L'edat mediana era de 45 anys. Per cada 100 dones de 18 o més anys hi havia 82,4 homes.
La renda mediana per habitatge era de 25.179 $ i la renda mediana per família de 36.875 $. Els homes tenien una renda mediana de 32.813 $ mentre que les dones 17.250 $. La renda per capita de la població era de 16.967 $. Aproximadament el 5,9% de les famílies i el 7,6% de la població estaven per davall del llindar de pobresa.

## Poblacions properes
El següent diagrama mostra les poblacions més properes.